# Ommatidae
Die Ommatidae sind eine artenarme Familie der Käfer innerhalb der urtümlichsten Unterordnung der Käfer, der Archostemata. Die Familie kommt in Australien und Südamerika mit sieben Arten in zwei Unterfamilien und drei Gattungen vor.

## Merkmale

### Käfer

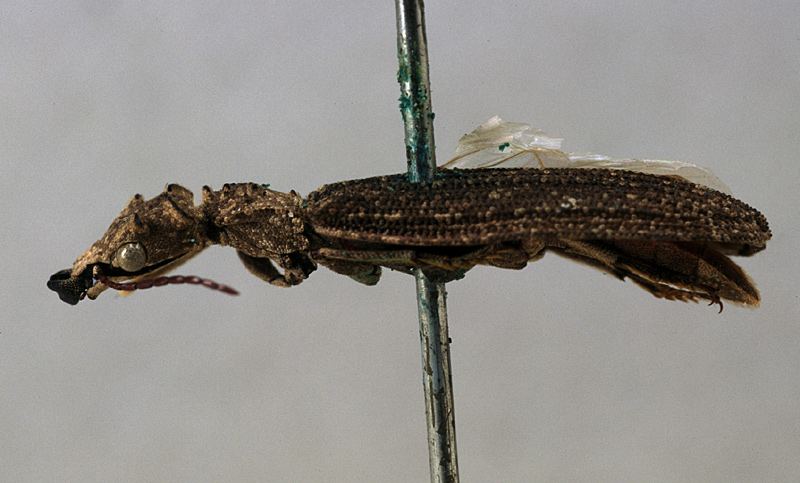
Tetraphalerus wagneri, Trockenpräparat (genadeltes Insekt)

Die Arten der beiden Untergruppen unterscheiden sich deutlich voneinander. Die der Gattung Omma (Angaben beziehen sich auf die Gattung vor der Abspaltung der Gattung Beutelius) werden 6 bis 27 Millimeter lang und 2 bis 9 Millimeter breit, die der Gattung Tetraphalerus erreichen eine Länge von 10 bis 16 Millimetern, bei einer Breite von 2 bis 3,5 Millimetern. Bei ersterer Gattung ist der abgeflachte Körper seitlich abgerundet und hat eine braune bis dunkelbraune, nahezu schwarze Farbe. Der Körper ist mit Schuppen und schuppenförmigen Härchen bedeckt, welche bei manchen Arten am Kopf, Thorax und den Deckflügeln weiße Muster bilden. Die gesamte Körperoberfläche ist mit feinen 30 bis 100 Mikrometer im Durchmesser messenden Tuberkeln bedeckt. Die Mundwerkzeuge sind nach vorne gerichtet, der Kopf ist etwas länger als breit. Einbuchtungen für die Fühler fehlen, die seitlich sitzenden Facettenaugen sind mittelgroß. Der Kopf verjüngt sich hinter den Augen plötzlich und hat dadurch einen Hals. Die Fühler sind seitlich am Kopf, vor den Augen eingelenkt. Sie sind elfgliedrig, fadenförmig und entweder gleich lang oder kürzer als der Kopf und Thorax zusammen. Lediglich bei O. rutherfordi reichen sie bis hinter die Basis des Halsschildes. Der Thorax besitzt keine Einbuchtungen für die Beine. Sämtliche Ecken des Halsschildes sind abgerundet, die breiteste Stelle befindet sich in der vorderen Hälfte. Die Deckflügel tragen 9 bis 10 Reihen von für die Unterordnung Archostemata typischen Längsadern, die miteinander durch Queradern so verbunden sind, dass in den Zwischenräumen Fenster liegen. Die Hinterflügel (Alae) sind in der Regel gut entwickelt, lediglich bei O. rutherfordi sind sie sehr kurz und haben keine Flügeladern. Der Hinterleib hat fünf aneinandergrenzende Ventrite.
Die Imagines der Gattung Tetraphalerus haben schlanke, abgeflachte Körper mit parallelen Seitenrändern. Sie sind grau gefärbt, manchmal mit braunen Punktreihen auf den Deckflügeln. Die Mikrotuberkel haben eine charakteristische Pilz- oder Schirmform mit kurzer, kräftiger Behaarung. Die Mundwerkzeuge sind nach vorne gerichtet, der Kopf ist 1,5 bis 1,7 mal länger als breit. Furchen für die Fühler reichen von der Fühlerbasis unterhalb der Augen bis zum Beginn des Halses. Die Augen liegen seitlich etwa in der Mitte des Kopfes. Die fadenförmigen Fühler sind ebenso elfgliedrig. Bei T. bruchi sind sie so lang wie der Kopf, bei T. wagneri so lang wie Kopf und Thorax zusammen. Der Halsschild ist in der Mitte am breitesten, der Vorderrand ist schmäler als der hintere. Sämtliche Ecken des Halsschildes sind abgerundet.

### Larven
Die einzige bekannte Larve, die vermutlich zur Gattung Omma oder Beutelius gehört wurde in Westaustralien gefunden. Sie war 12 Millimeter lang und hatte einen langgestreckten und leicht abgeflachten Körper. Der Kopf trägt an jeder Seite vier gut entwickelte Punktaugen (Ocelli). Er ist mit Ausnahme der Mundwerkzeuge schwach pigmentiert, hinter dem Kopf ist der Körper blass gelblich pigmentiert. Die Mundwerkzeuge sind nach vorne gerichtet. Die Fühler sind viergliedrig. Die inklusive der gut entwickelten Pretarsalklauen sechsgliedrigen Beine sind kurz und liegen weit auseinander.

## Vorkommen
Die Familie besteht aus zwei Gattungen, deren Verbreitung disjunkt ist. Die Arten der Gattungen Beutelius und Omma sind im Osten, Südosten und Südwesten Australiens verbreitet, wohingegen die Gattung Tetraphalerus in der südlichen Hälfte Südamerikas vorkommen. Die Arten der Gattungen Beutelius und Omma besiedeln sowohl dicht bewaldete Küstengebiete, als auch trockene Eukalyptuswälder, westlich der Great Dividing Range. Die Arten der Gattung Tetraphalerus leben in offenem, trockenen Buschland.

## Lebensweise
Larven der Gattung Beutelius wurden an Totholz und Baumwurzeln gefunden. Beutelius mastersii und Beutelius sagitta sehen einer Ameisenwespenart und einer Buntkäferart ähnlich, weswegen vermutet wird, dass diese Arten einen Mimikryring (Müllersche Mimikry) bilden. Auf Grund ihres Lebensraums wird angenommen, dass sich die Tetraphalerus-Larven in den Wurzeln oder Stämmen von Büschen entwickeln. Die Imagines scheinen nachtaktiv zu sein, was häufige Fänge in Lichtfallen nahelegen.

## Taxonomie und Systematik
Die Ommatidae sind durch die vertikalen Schneidkanten der Mandibeln und durch die in tiefen Einbuchtungen liegenden dorsalen Sinneshärchen der apikalen Palpomere von den übrigen Käferfamilien abgegrenzt. Folgende Arten sind bisher bekannt:

### Unterfamilie Ommatinae
- Beutelius mastersi
- Beutelius reidi
- Beutelius sagitta
- Beutelius rutherfordi

- Omma stanleyi

### Unterfamilie Tetraphalerinae
- Tetraphalerus bruchi
- Tetraphalerus wagneri

## Belege